# Саридашт (Раштский район)
Саридашт (тадж. Саридашт) — деха́ (сельский населённый пункт) в Раштском районе РРП Таджикистана. Входит в состав сельской общины (джамоата дехота) Тагоба. Расстояние от села до центра района (пгт Гарм) — 37 км, до центра джамоата (село Тагоба) — 3 км. Население — 273 человек (2017 г.), таджики. Население в основном занято сельским хозяйством (животноводство и растениводство). Земли орошаются главным образом водами горных источников.